# 안나 가타리나 엠머릭

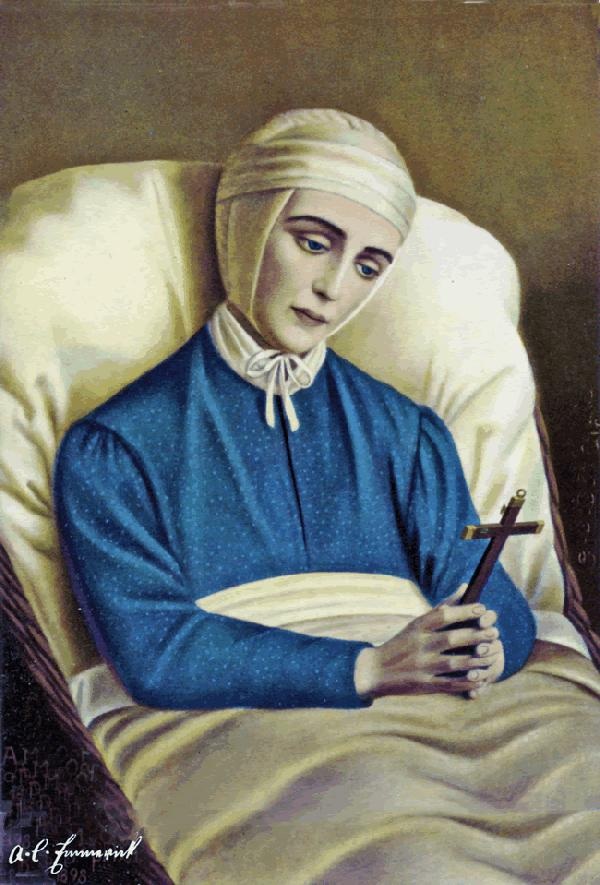
복녀 안나 가타리나 엠머릭

안나 가타리나 엠머릭(독일어: Anna Katharina Emmerick, 1774년 9월 8일 - 1824년 2월 9일)은 로마 가톨릭교회 소속 아우구스티노회 수녀이자 신비가이다.
독일 태생으로, 그녀의 몸에 성흔이 새겨지고 환시와 탈혼 상태를 자주 체험하였으며, 나중에는 몸이 극도로 쇠약해져서 말년을 침대에 누워 보냈다고 전해진다.
그녀가 병석에 누워있는 동안에 많은 유명인사가 그녀가 있는 곳을 다녀가 영감을 받기도 하였다. 시인 클레멘스 브레타노는 안나 가타리나 엠머릭과 오랫동안 대화를 나눈 후에 그녀가 체험한 환시에 대한 기록들을 받아 적어 그 내용을 바탕으로 두 권의 책을 냈다.
2004년 10월 3일 교황 요한 바오로 2세에 의해 복녀로 시복되었다. 하지만 바티칸은 그녀의 개인적 덕행에 초점을 맞추어 시복을 했을 뿐, 클레멘스 브레타노가 쓴 책에 대해서는 “안나 가타리나 엠머릭이 이 책을 썼다는 어떠한 확신도 할 수 없다.”라며 시복 조사에서 논외로 쳤다.

## 어린 시절
안나 가타리나 엠머릭은 가난한 농부 가정에서 태어났으며, 아홉 남매가 있었다. 집안의 생계를 위해 어린 시절부터 그녀는 집안일과 농장일을 도왔다. 그녀가 학교에서 공부한 기간은 그리 길지는 않았지만, 그녀를 알던 사람들은 그녀가 어릴 때부터 기도에 이끌리고 있었음을 알아보았다. 12세가 되던 해에 안나 가타리나는 근처의 큰 농장에서 3년간 일하다가 재봉 일을 배운 후 재봉사로서 또 몇 년간 일하였다.

## 수도 생활
1802년, 29세가 된 안나 가타리나는 친구 클라라 죈트겐과 함께 뒬멘에 있는 아우구스티노회 소속 아그네텐베르크 수녀원에 입회하여 수도 서원을 하고 수녀가 되었다. 안나 가타리나는 수도회 규칙을 엄격하게 준수하기로 정평이 나게 되었지만, 얼마 안가 심하게 병을 앓았으며 극심한 고통에 시달리게 되었다. 안나 가타리나의 깊은 신앙심과 수도회 규율에 대한 엄격한 준수는 가끔씩 신앙심에 대한 열의가 부족한 일부 수녀들을 난처하게 만들었으며, 특히 그녀의 약화되어가는 건강과 잦은 종교적 황홀경 때문에 골치아파하였다.
1812년 베스트팔렌 국왕 제롬 보나파르트의 칙령에 따라 아그네텐베르크 수녀원이 폐쇄 조치되자 안나 가타리나는 한 과부의 집에 몸을 숨겼다. 과부의 집에 머물면서 그녀는 그 지역의 병들고 가난한 이들을 돕는 일에 헌신하였다. 안나 가타리나는 신기하게도 그들의 질병이 무엇인지를 단번에 진단하고 그 치료법을 처방했다고 한다.

## 성흔

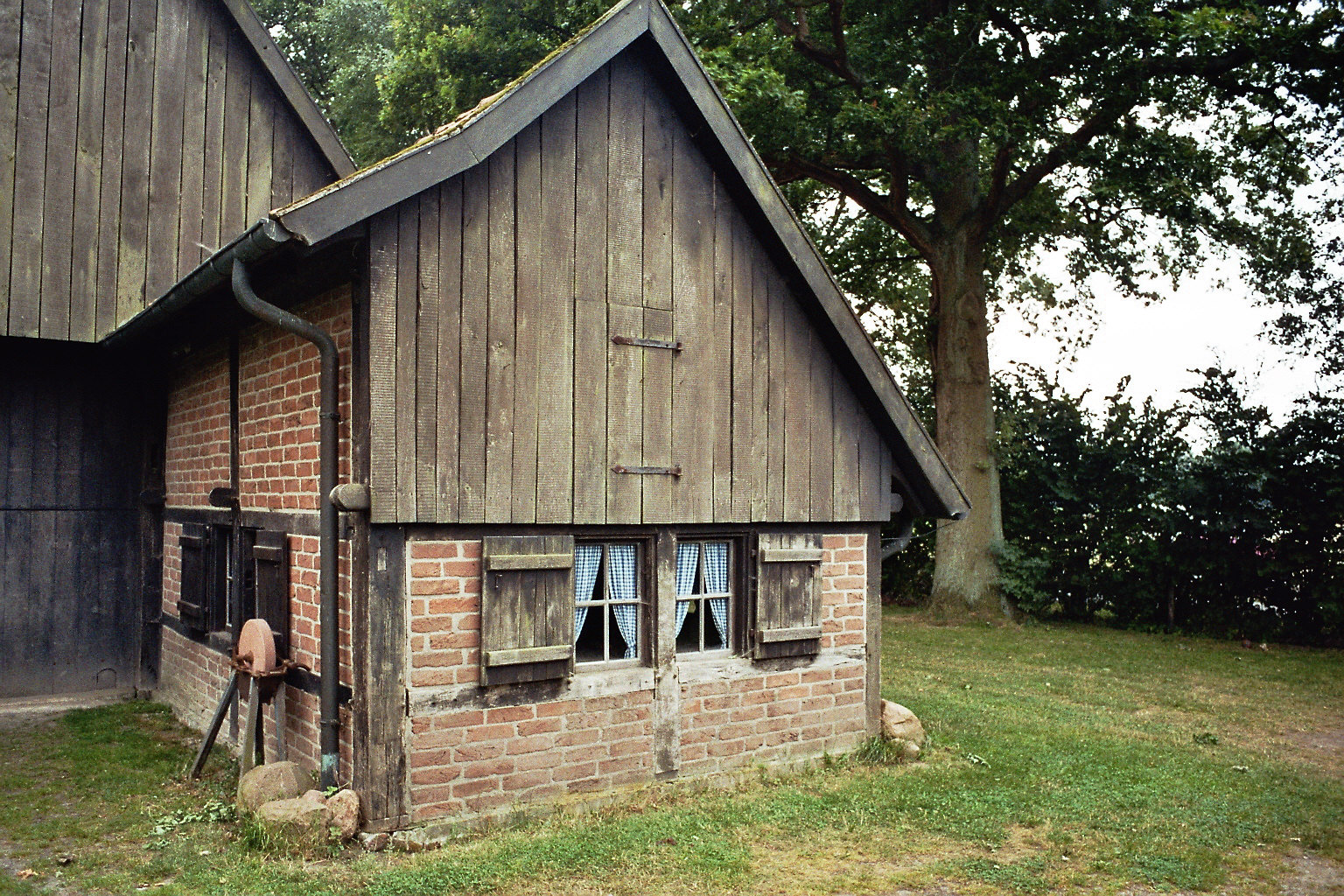
코스펠트-플람셴에 있는 안나 가타리나 엠머릭의 생가

1813년 안나 가타리나는 몸을 전혀 움직이지 못하고 침대에만 누워 지냈으며, 이 시기에 성흔이 그녀의 몸에 나타났다고 전해진다. 그녀에게 나타난 초자연적인 현장에 대한 조사는 주교단 주관 아래 이루어졌다. 총대리 오버베르크 주교와 세 명의 의사가 안나 가타리나에 대한 조사에 착수하였다. 조사 결과 그들은 안나 가타리나의 몸에 새겨진 성흔과 그녀의 신심이 진실하다고 판명하였다.
1818년 말엽에 안나 가타리나는 하느님이 자신의 몸에 새겨진 성흔을 지워달라는 기도를 들어주었다고 말했으며, 실제로 그녀의 손과 발에 있던 상처는 아물었지만 다른 상처는 그대로 남아있었다. 그리고 성금요일이 되자 사라졌던 손과 발의 상처들도 다시 나타났다.
1819년 안나 가타리나는 다시 조사를 받았다. 그녀는 강제로 다른 집의 넓은 방으로 이사를 갔고, 고해사제를 제외한 모든 지인과의 만남을 철저히 격리된 채 3주 동안 밤낮으로 감시를 받았다.

## 환시와 영감
안나 가타리나 엠머릭의 진술에 따르면, 그녀는 어릴 때부터 예수와 자주 대화를 나누었으며, 연옥에 있는 영혼들의 환시를 보고 그들을 위해 기도해주었다고 한다. 또한 성삼위의 핵이 완벽한 구형(球形)의 형태를 띠고 서로 겹쳐져 있는 것도 보았는데, 가장 크면서도 불빛이 약한 구체가 성부의 핵이었으며, 중간 크기인 것은 성자의 핵 그리고 가장 작지만 가장 밝게 빛나는 것이 성령의 핵이었다고 말하였다. 그리고 성삼위의 각 구체들은 천국을 넘어 무한대로 확장되어 모든 곳에 동시에 존재하는 환시를 보았다고 증언하였다.
안나 가타리나의 명성이 점차 커져가면서 쾰른 대교구장 클레멘스 본 피셔링 대주교와 라티스본 교구장 요한 미하엘 세일러 주교, 베른하르트 오버베르크, 루이제 헨젤, 프리드리히 슈톨베르크 등 19세기 교회 재건운동에 나선 영향력이 있는 몇몇 인사들이 안나 가타리나가 있는 곳을 찾아가 그녀와 만나기도 하였다. 당시 총대리였던 클레멘스 본 피셔링은 슈톨베르크에게 보낸 편지에서 안나 가타리나 수녀를 “하느님의 특별한 친구”라고 표현하였다.

## 죽음과 안장

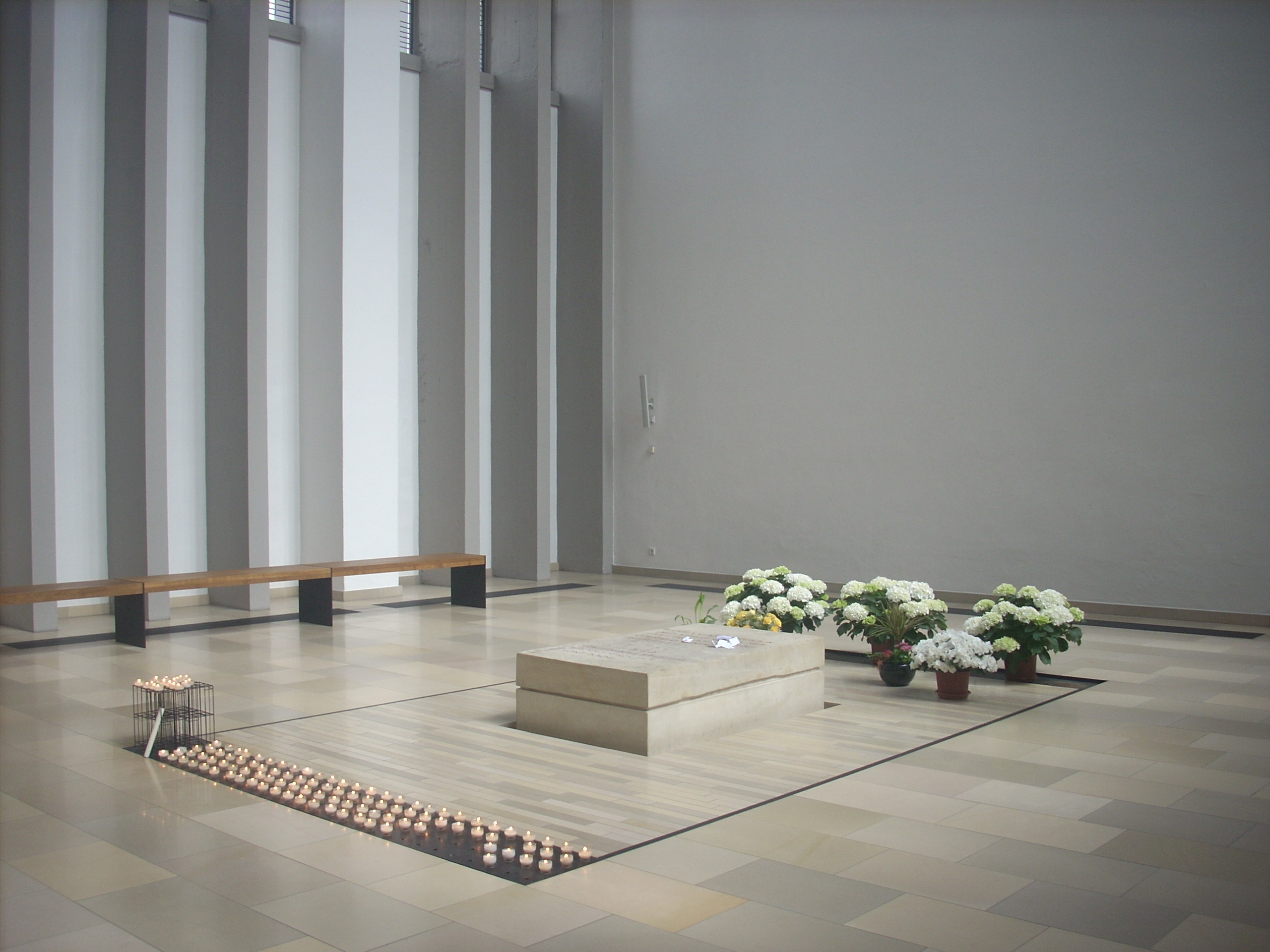
독일 뒬멘의 성십자가 성당에 있는 안나 가타리나 엠머릭의 무덤

안나 가타리나는 1823년 여름에 들어서면서 더욱 건강상태가 나빠지기 시작했다. 결국 안나 가타리나는 그해 2월 9일 뒬멘에서 선종하였으며 많은 조문객이 그녀의 장례미사에 참석하였다. 시신은 시외 묘지에 묻혔다.
장례미사가 끝난 후 몇 주 동안 안나 가타리나의 무덤이 도굴되었다는 소문이 나돌아 무덤을 다시 파서 시신이 온전히 남아있는지 여부를 두 번이나 확인해야 했다. 하지만 소문과는 달리 관과 시신은 온전한 채로 발견되었다.
1975년 1월 엠머릭의 유해는 뒬멘의 성십자가 성당으로 옮겨져 오늘날까지 이르고 있다.

## 동정 마리아의 집

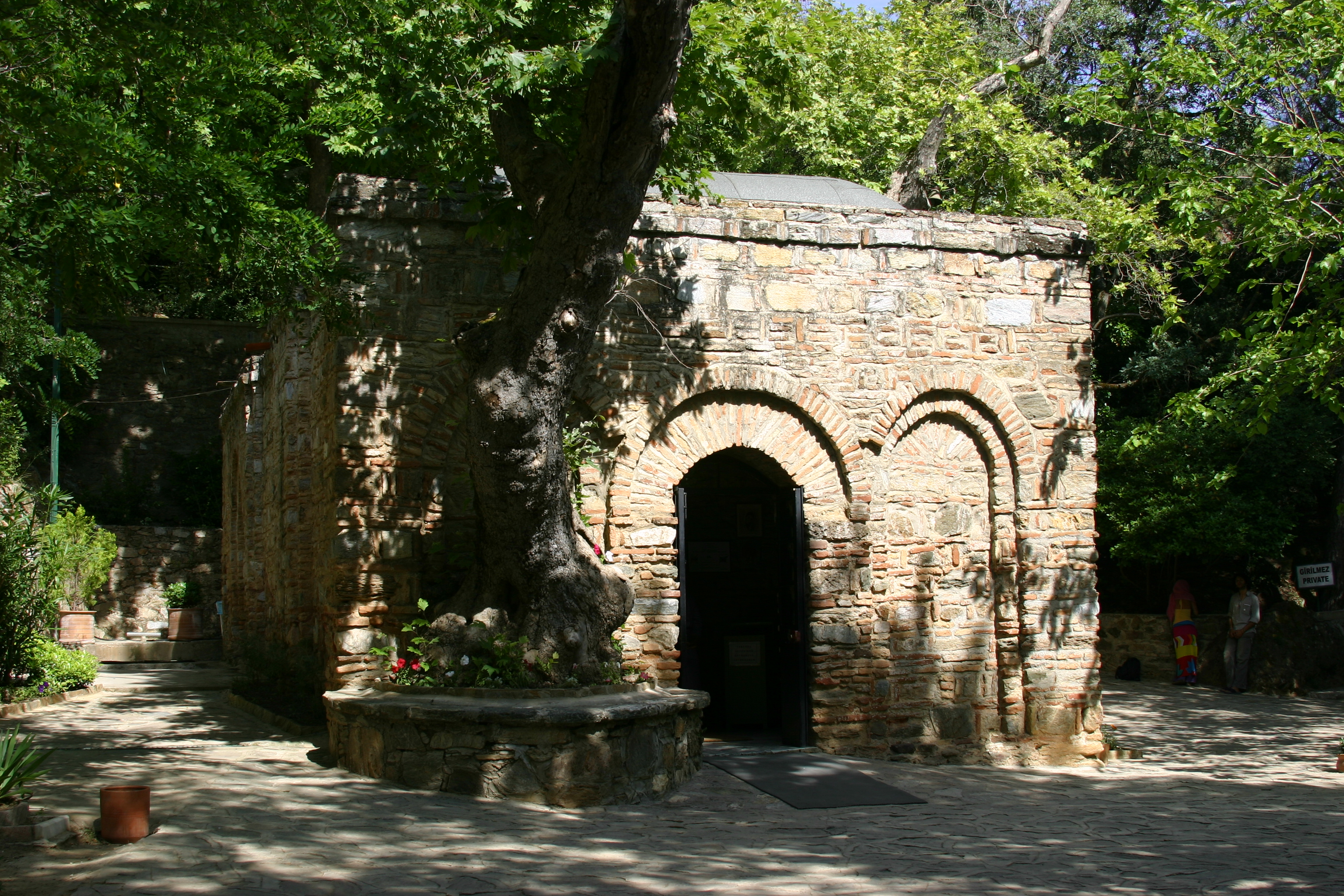
터키 에페소의 동정 마리아의 집

클레멘스 브레타노도 안나 가타리나 엠머릭도 에페소를 가본 적은 단 한 번도 없었다. 하지만 《복되신 동정 마리아의 생애》라는 책에서는 성모 마리아가 생전에 살았던 집에 대해 비교적 상세하게 묘사되어 있는데, 실제로 이 책에 기술된 대로 성모 마리아가 몽소승천하기 전에 거주했던 것으로 추정되는 집이 에페소 인근의 언덕 위에 자리 잡고 있었다.
1881년 프랑스 사제 아베 줄리앙 꾸예 신부가 안나 가타리나 엠머릭의 책에 기술된 성모 마리아의 집에 대한 묘사와 에페소에서 발견된 건물이 놀랍도록 유사한 점을 갖고 있다는 사실을 알아냈다. 그러나 꾸예 신부가 발견했을 당시에는 별로 주목을 받지 못하다가, 마리 드 망다 그랑시 수녀에 의해 촉발되어 두 명의 라자로회 소속 사제들이 꾸예 신부의 안내서를 보고 건물을 재발견하였다.
교황청에서는 한동안 이 건물에 대해 공식적인 입장을 표명하는 것을 유보해 오다가, 1896년 교황 레오 13세가 방문하고 1951년 교황 비오 12세가 처음으로 이곳을 성지로 공표하였다. 교황 요한 23세는 이곳의 성지 자격을 영구적으로 부여한다고 선언하였다. 1967년에는 교황 바오로 6세가, 1979년에는 교황 요한 바오로 2세가, 2006년에는 교황 베네딕토 16세가 이곳을 방문하였다.

## 시복
| “ | 안나 가타리나 엠머릭 수녀는 예수 그리스도께 대한 사랑의 헌신으로 가르쳐 가난한 사람들과 부유한 사람들, 배우지 못한 사람들과 배운 사람들 모두의 마음을 일깨워주었다. | ” |
|   | — 교황 요한 바오로 2세의 강론, 2004년 10월 3일 일요일 |   |

1892년 당시 뮌스터 교구장 주교의 주도로 안나 가타리나 엠머릭에 대한 시복 조사가 시작되었다. 하지만 교황청에서는 1928년에 클레멘스 브레타노가 쓴 책의 내용 몇몇이 날조되었을 것으로 의심하고 안나 가타리나 엠머릭에 대한 시복 조사를 연기하였다.
1973년 교황청 시성성은 클레멘스 브레타노가 위조했을지도 모를 자료에 대해서는 배제한다는 조건하에 안나 가타리나 엠머릭의 시복 조사를 다시 실시하는 것을 허용하였다. 2003년 시성성은 안나 가타리나 엠머릭에게 일어났던 초자연적인 현상을 기적으로 인정한다고 발표하였으며, 시복의 길이 열리게 되었다.
2004년 10월 3일 안나 가타리나 엠머릭은 교황 요한 바오로 2세에 의해 시복되었다. 하지만 클레멘스 브레타노에 의해 출판된 책들은 전부 무시되었으며, 안나 가타리나 엠머릭이 시복된 이유는 순전히 그녀 개인의 거룩함과 미덕에 근거한 것이었다. 이에 대해 안나 가타리나 엠머릭의 시복 조사에 참여했던 페터 굼펠 신부는 가톨릭뉴스와의 인터뷰에서 다음과 같이 밝혔다. “엠머릭 수녀가 밝힌 내용 가운데 어느 것이 각색이 되고 또한 추가되었는지를 분간해내기가 불가능했기 때문에 우리는 이를 어떠한 내용을 표준으로 삼아야할지 알 수 없었습니다. 따라서 우리는 내용의 진위여부를 밝혀 제대로 된 내용을 검증하는 일을 포기할 수밖에 없었습니다.”

## 같이 보기
- 마리아 발토르타